# Max Wirth (Radsportler)
Max Wirth (* 9. Dezember 1930 in Zürich) ist ein ehemaliger Radrennfahrer aus der Schweiz und Schweizer Meister im Radsport.

## Sportliche Laufbahn
Aktiv seit 1951, qualifizierte sich Max Wirth schon in jenem Jahr für die damalige A-Klasse der Amateure in der Schweiz. 1952 nahm er an den Olympischen Sommerspielen in Helsinki in der Mannschaftsverfolgung auf der Bahn teil. Das Team mit Hans Pfenninger, Heinrich Müller, Max Wirth und Oskar von Büren belegte den 5. Platz. Nachdem er mehrheitlich Bahnrennen bestritten hatte, wurde er im November 1955 Berufsfahrer. Als solcher wurde er 1956 bis 1958 jeweils Zweiter der Meisterschaftsrennen in der Einerverfolgung (wie auch 1952 als Amateur). 1959 gelang es ihm, den Titel zu gewinnen. Ein Jahr später sowie 1961 war er nochmals Dritter der Meisterschaft. 1964 beendete er seine Laufbahn, obgleich er noch einige Zeit eine Lizenz als Berufsfahrer hielt.

## Berufliches
Wirth absolvierte eine Ausbildung zum Elektriker.